# Darío Muchotrigo
Darío Teodoro Muchotrigo Carrillo, né le 17 décembre 1970 à Lima au Pérou, est un footballeur international péruvien qui évoluait au poste d'attaquant.

## Biographie

### Carrière en sélection
International péruvien, Darío Muchotrigo joue 24 matchs (pour un but inscrit) entre 1993 et 2001. 
Il figure dans le groupe des sélectionnés lors des Copa América de 1993 et de 2001, où son équipe atteint à chaque fois les quarts de finale.
Il joue également six matchs comptant pour les tours préliminaires de la coupe du monde, lors des éditions 1994 et 2002.